# Bursa
För andra betydelser, se Bursa (olika betydelser).

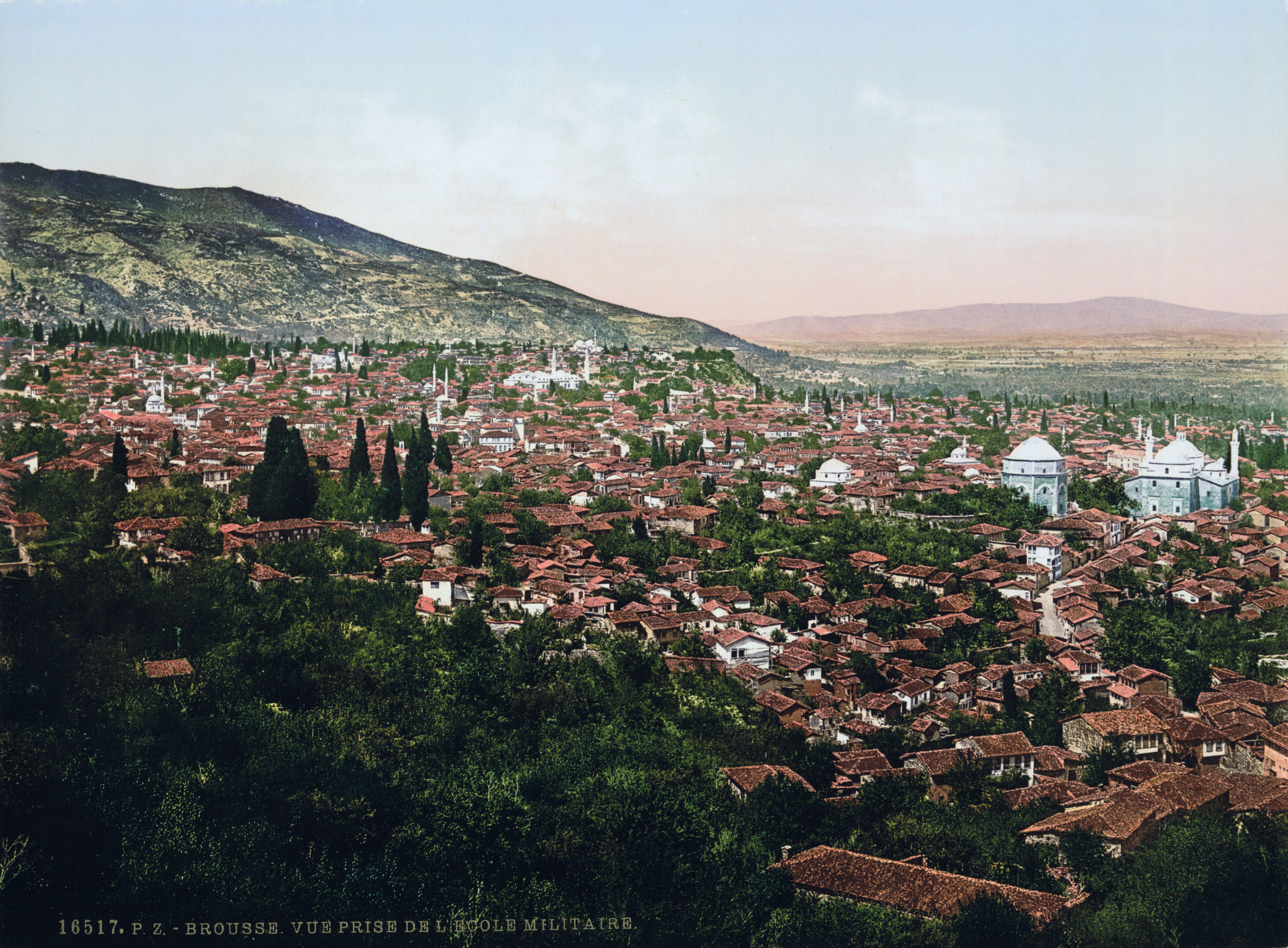
Bursa år 1890.

Bursa (äldre även Brusa, Brussa, Prusa, Prusias, Proussas) är en stad i nordvästra Turkiet, och är belägen omkring 100 kilometer söder om Istanbul vid foten av det 2 500 meter höga berget Uludağ. Den är landets fjärde största stad och är administrativ huvudort för provinsen med samma namn. Bursas storstadskommun administrerar sju distrikt med totalt 2 017 534 invånare i slutet av 2011, varav cirka 1,8 miljoner bodde i själva centralorten.

## Näringsliv
Bursa är en viktig knutpunkt belägen i en rik jordbruksbygd; därutöver finns betydande textilindustri, samt även maskin-, bil-, livsmedels- och tobaksindustri. Sedan 2002 betjänas staden av tunnelbanesystemet Bursaray.

## Historia
Bursa grundades år 202 f.Kr. som Prusa av kung Prusias I av Bithynien då denne fått staden Cius med omnejd av kung Filip V av Makedonien som tack för hjälpen i ett krig mot Pergamon. Bursa blev en populär kurort på grund av sina järn- och svavelhaltiga källor och blev en viktig handelsplats då den utgjorde det västra slutmålet för Sidenvägen. Bursa blev under kung Nikomedes IV (död 74 e.Kr.) romersk. Staden var senare huvudort i det bysantinska västra Anatolien. År 1315 inledde Osman I belägring av staden, som föll för osmanerna den 6 april 1326. Bursa var sedan huvudstad i Osmanska riket från 1335 till 1389, då den ersattes av Edirne. Bursa fortsatte dock att vara en viktig stad i riket och hyser flera sultaners gravar samt större moskéer.
Våren 1971 drabbades Bursa av en jordbävning med ungefär 1000 dödsoffer.